# Рагульскене, Вида
Вида Кезгалайте-Рагульскене (лит. Vyda Ragulskienė, 4 июня 1931, Клайпеда — 4 января 2009, Каунас) — литовский ученый, изобретательница, первая женщина, которая стала Хабилитованным доктором технических наук в Литве. Жена инженера Казимераса Рагульскиса.

## Биография
Родилась в семье Леонаса Кезгайла-Кенставичюса (1895-1979) и Стефании Станевичюте-Кезгайлене (1899-1984) в селе Дапшяй. В 1955 году с отличием окончила Каунасский политехнический институт. Работала в Академии наук Литвы (1958-1967). С 1967 по 1993 год работала в Каунасском политехническом институте (позднее — Каунасский технологический университет). Во время обучения в университете закончила также Высшую музыкальную школу Юозаса Груодиса (ныне консерватория).

## Научные достижения
В 1965 она защитила диссертацию кандидата технических наук, в 1973 — докторскую, а в 1977 получил звание профессора. Была соавтором шести монографий, около двухсот статей и 97 патентов. За свою исследовательскую работу получила Государственную премию Литовской ССР в 1983 году. Рагульскене была руководителем или оппонентом более полусотни защищенных диссертаций.
Её исследования и открыли объяснили явление нелинейных вибро-ударных систем. Она обобщила результаты экспериментальных, аналитических и компьютерных исследований, на основе которых было решено теоретические вопросы и практическое применение вибро-ударных механизмов и устройств.

## Деятельность
Перевела с английского работу французского историка Шарля Луи Туро Пихеля «Жемайтия: Неизвестные истории». Принимала участие в сборе данных для энциклопедии «Офицеры Вооруженных сил Литвы 1918–1953». Также готовила материалы по истории своего села Дапшяй, откуда происходит также Казимир Семенович, создатель артиллерийской науки и многоступенчатых ракет. История её семьи уходит корнями к Кезгалам XIV века.